# خلافة حمد الله
خلافة حمد الله أو دينا ماسينا أو ولاية سيسي الجهادية أو إمبراطورية ماسينا كانت خلافة إسلامية سنية في أوائل القرن التاسع عشر في غرب إفريقيا تركزت في دلتا النيجر الداخلية فيما يعرف الآن بمنطقتي موبتي وسيغو في مالي. أسسها سيكو أمادو [الإنجليزية] في عام 1818 أثناء جهاد الفولاني [الإنجليزية] بعد هزيمة إمبراطورية بامبارا [الإنجليزية] وحلفائها في معركة نوكوما [الإنجليزية]. بحلول عام 1853، كانت الإمبراطورية قد انهارت ودُمرت في النهاية على يد عمر سعيدو تال من تكرور.
كانت إمبراطورية ماسينا واحدة من أكثر الدول الدينية تنظيمًا في عصرها على القارة الأفريقية وكانت عاصمتها حمد الله [الإنجليزية]. كانت يحكمها المامي [الإنجليزية] بمساعدة مجلس كبير يمتلك سلطة انتخاب حكام جدد بعد وفاة الحاكم السابق. في حين أنه من الناحية النظرية، لم يكن لزامًا على المامي أن يكون عضوًا في عائلة الباري، بل شخصًا متعلمًا وتقيًا فقط، إلا أن كل المامي المنتخب كان في الواقع ابنًا للحاكم السابق.

## قائمة الحكام
الأسماء والتاريخ مأخوذة من كتاب الدول والحكام الأفارقة لجون ستيوارت (1989). لمعرفة بعض التهجئات والتاريخات البديلة، طالع كتاب تاريخ السودان. استخدم الحكام من عام 1814 إلى عام 1873، باستثناء حكام تكرور، لقب "الشيخ".

## طالع أيضًا
- ماديمبا سي [الإنجليزية]